# 北條文栄
北條 文栄（ほうじょう ふみえ、1956年6月15日 - ）は、日本の女優、声優。劇団青年座所属。

## 人物
青年座研究所4期を経て、1980年4月、劇団青年座に入団。
特技はピアノ、茶道。

## 主な出演作品

### テレビ番組
- 理科教室小学校4年生

### テレビアニメ
- アイシールド21（パンサーのおばちゃん）
- おジャ魔女どれみ[1]（マジョハート）
  - おジャ魔女どれみドッカ～ン!
- 絢爛舞踏祭 ザ・マーズ・デイブレイク（アーニャ）
- 神霊狩/GHOST HOUND（井沢芳江）
- ∀ガンダム（ハイム夫人）
- 毎日かあさん（サキエさん）

### ゲーム
- スター・ウォーズ リパブリック・コマンド（トーン・ウィ）

### 吹き替え

#### 映画
- アイアンマン3（デイヴィス夫人〈デイル・ディッキー〉）
- あなたになら言える秘密のこと（インゲ〈ジュリー・クリスティ〉）
- アナトミー
- カレンダー・ガールズ（ルース〈ペネロープ・ウィルトン〉）
- キス・オブ・ザ・ドラゴン ※テレビ東京版
- クライ・ベイビー（ロマーナ・リケッツ〈スーザン・ティレル〉）
- ザ・ウォッチャー
- ザ・ギャンブラー/熱い賭け（ロベルタ〈ジェシカ・ラング〉）
- スター・ウォーズ エピソード2/クローンの攻撃（トーン・ウィ）
- ステップフォード・ワイフ
- テルミン
- 年下のひと
- 8mm
- フェイク シティ2
- プロフェシー（デニース・スモールウッド〈ルシンダ・ジェニー〉）※テレビ東京版
- マグダレンの祈り

#### ドラマ
- アナザー・ライフ〜天国からの3日間〜（エロイーズ・ホーク / エイリーン・コッター〈ロバータ・マクスウェル〉）
- アリー my Love
- ER緊急救命室
  - シーズンⅤ #11（エディ・ハーベル〈ナンシー・レネハン〉）
  - シーズンⅦ #1（カレン・パルミエリ〈ケイ・レンツ〉）
  - シーズンⅨ #7（マーナ〈ブレイディ・ルービン〉）
  - シーズンXI #9（ミセス・プライス〈デイル・ディッキー〉）
- グッド・ワイフ
- 刑事ヴァランダー 白夜の戦慄
- 賢后 衛子夫（中国語版）（太皇太后[5]）
- 第一容疑者 希望のかけら（ルース・スターディ）
- チーター・ガールズ2
- ビクトリアス（アンドレのおばあちゃん）
- ミス・マープル5 鏡は横にひび割れて（ヘザー・バドコック）
- ミッシング -サイキック捜査官- #18（エマニエル・ベーカー）

#### アニメ
- スター・ウォーズ: バッド・バッチ（トーン・ウィ）